# Вілламарцана
Вілламарцана (італ. Villamarzana, вен. Viłamarzana) — муніципалітет в Італії, у регіоні Венето,  провінція Ровіго.
Вілламарцана розташована на відстані близько 360 км на північ від Рима, 70 км на південний захід від Венеції, 10 км на південний захід від Ровіго.
Населення — 1191 особа (2014).

## Демографія
Населення за роками:

Станом на 1 січня 2023 року в муніципалітеті офіційно проживали 84 іноземці з 17 країн, серед них 28 громадян країн Євросоюзу та 1 громадянин України.

## Сусідні муніципалітети
- Аркуа-Полезіне
- Коста-ді-Ровіго
- Фрассінелле-Полезіне
- Фратта-Полезіне
- Пінкара